# MG MGB
MGB — дводверний спортивний автомобіль, який вироблявся та продавався з 1962 по 1980 рік британською моторною корпорацією (BMC), пізніше підрозділом Austin-Morris division of British Leyland, як чотирициліндровий спортивний автомобіль з м’яким верхом. Його деталі вперше опубліковані 19 вересня 1962 року. Варіанти включають тридверне купе MGB GT 2+2 (1965–1980), шестициліндровий спортивний автомобіль і купе MGC (1967–69), а також восьмициліндрове купе 2+2, MGB GT V8 (1973–1976).

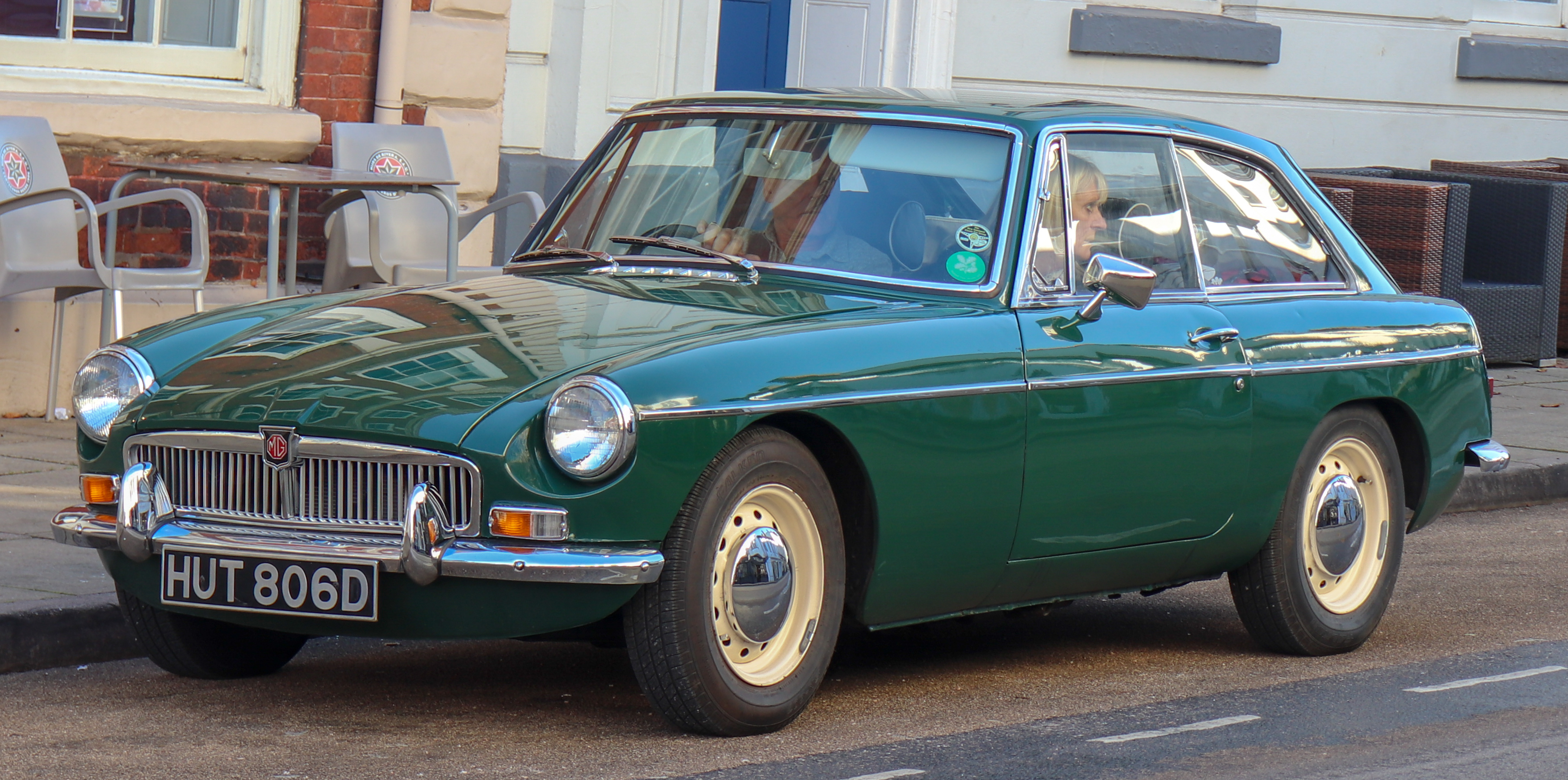
MG B GT (1973)

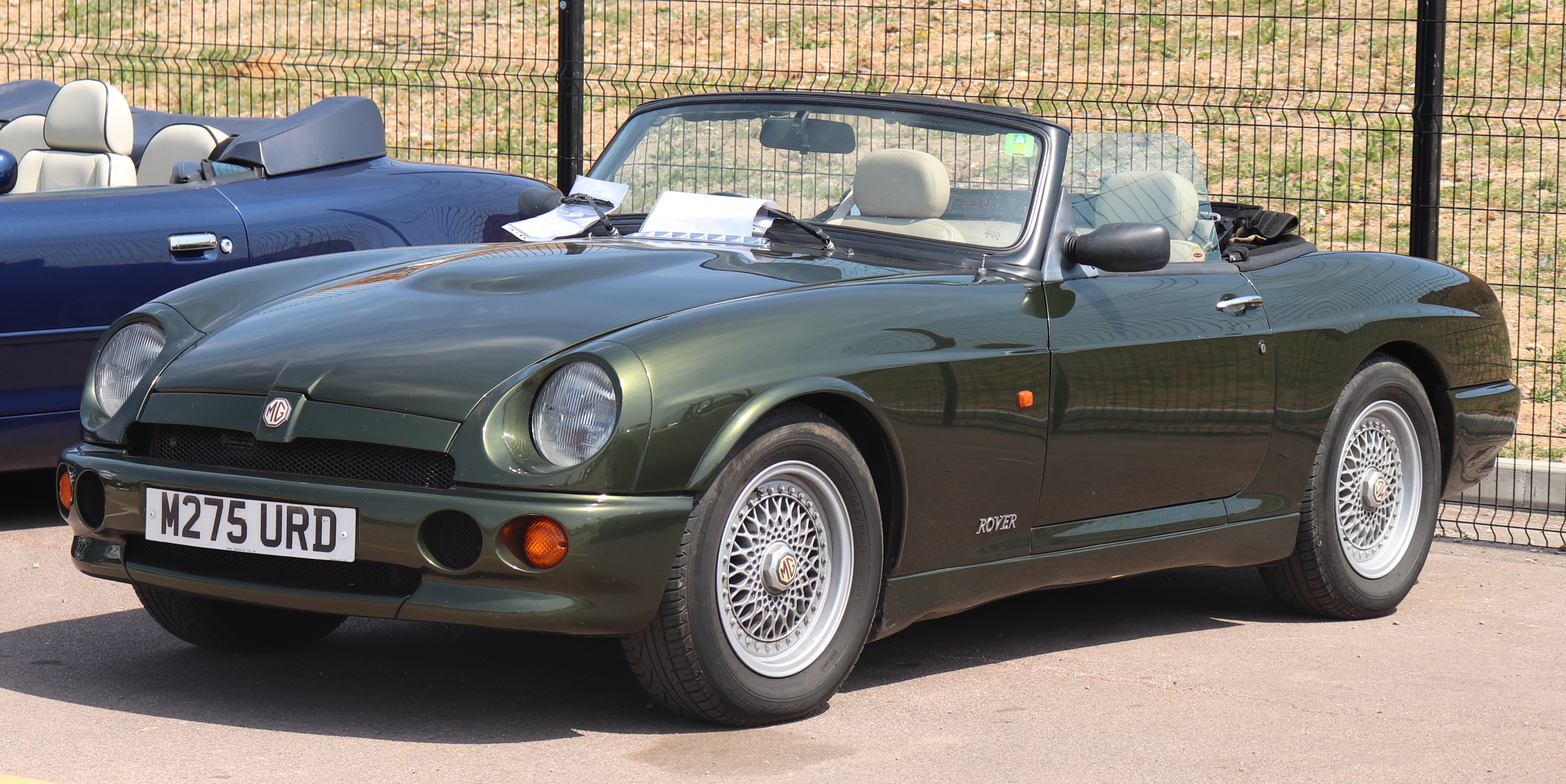
MG RV8 3.9 (1994)

Замінивши MGA в 1962 році, виробництво MGB і його варіантів тривало до 1980 року. Кількість продажів MGB, MGC і MGB GT V8 склала 523 836 автомобілів. Після 12-річної перерви MGB знову почав виробництво як сильно модифікований MG RV8 з обмеженим тиражем у 2000 автомобілів, перш ніж у 1995 році його замінив MG F.

## Двигуни
MGB roadster/MGB GT
- 1.8 L B-Series I4

MGC/MGC GT
- 2.9 L C-Series I6

MGB GT V8
- 3.5 L Rover V8

MG RV8
- 3.9 L Rover V8